# Henri Saint Cyr
Henri Julius Reverony Saint Cyr (ur. 15 marca 1902 w Sztokholmie, zm. 27 lipca 1979 w Kristianstad) – szwedzki jeździec sportowy, czterokrotny mistrz olimpijski.
Startował w ujeżdżeniu. Pięciokrotnie wystąpił na letnich igrzyskach olimpijskich w latach 1936–1960. Na dwóch igrzyskach, w 1952 i 1956, zdominował tę konkurencję, zdobywając komplet złotych medali – po dwa w konkursie indywidualnym i drużynowym. W 1956 konkurencje jeździeckie były rozgrywane w rodzinnym mieście Saint Cyra (główne zawody odbywały się w Melbourne, ale jeźdźcy – ze względu na problemy z kwarantanną zwierząt – rywalizowali w Szwecji), a on sam w imieniu sportowców składał ślubowanie olimpijskie.

## Starty olimpijskie
- Berlin 1936 – 25. miejsce (WKKW indywidualnie), DNF (WKKW drużynowo)
- Londyn 1948 – 5. miejsce (ujeżdżenie indywidualnie), DNF (ujeżdżenie drużynowo)
- Helsinki 1952 – złoty medal (ujeżdżenie indywidualnie), złoty medal (ujeżdżenie drużynowo)
- Melbourne (Sztokholm) 1956 – złoty medal (ujeżdżenie indywidualnie), złoty medal (ujeżdżenie drużynowo)
- Rzym 1960 – 4. miejsce (ujeżdżenie indywidualnie)